# 拔乙门
拔乙门，辽朝五国蒲聂（盆奴里）部节度使，女真族。
拔乙门率领部落附属辽朝，担任节度使。约辽兴宗时，拔乙门与完颜部以及白山、耶悔、统门、耶懒、土骨论等部结成松散部落联盟，共推完颜部首领乌古乃为诸部首长。后来拔乙门起兵反辽，断绝捕捉、朝贡海东青之鹰路。辽朝将派兵讨伐，乌古迺为辽朝进献计取之策，假装与拔乙门结好，以妻、子为质，然后暗中袭取。拔乙门被擒，献于辽国。